# Scorpiops zubairi
Espèce
Scorpiops zubairi est une espèce de scorpions de la famille des Scorpiopidae.

## Distribution
Cette espèce est endémique du Pakistan. Elle se rencontre au Azad Cachemire dans le district de Bagh et au Khyber Pakhtunkhwa dans les districts de Swat et du Haut-Dir.

## Description
Le mâle holotype mesure 36,83 mm et la femelle paratype 40,02 mm.

## Étymologie
Cette espèce est nommée en l'honneur de Zubair Ahmed.

## Publication originale
- Kovařík, 2020 : Nine new species of Scorpiops Peters, 1861 (Scorpiones: Scorpiopidae) from China, India, Nepal, and Pakistan. Euscorpius, no 302, p. 1-43 (texte intégral).